# Apomecyna nigroapicalis
Apomecyna nigroapicalis là một loài bọ cánh cứng trong họ Cerambycidae.